# Penthea vermicularis
Penthea vermicularis is een keversoort uit de familie boktorren (Cerambycidae). De wetenschappelijke naam van de soort is voor het eerst geldig gepubliceerd in 1817 door Dalmas.